# مسجد كامبونج بوكيت
مسجد كامبونج بوكيت يقع المسجد في منطقة كامبونج بوكيت، والتي تقع على بعد حوالي ثلاثين كيلومتر من بيكان توتونج في بروناي، تم البدء في بناء المسجد في الحادي والثلاثين من شهر مايو من عام 1997، وفي شهر أكتوبر من عام 1997 تم الانتهاء من البناء، مع نفقات قدرة بمبلغ 300،000.00 دولار .
استخدم مسجد كامبونج بوكيت لأول مرة في التايع والعشرين من شهر ديسمبر من عام 1997، وتبلغ قدرة المسجد الاستيعابية 200 مصلي في وقت واحد.